# Zollern
Zollern, od 1218 Hohenzollern, bila je grofovija Svetog Rimskog Carstva. Njegova vladajuća dinastija je bila Hohenzollern, švapska plemićka obitelj,  prvi put spominjana godine 1061. Oni su imenovali svoje posjede po dvorcu Hohenzollern u švapskoj juri. Glavni grad grofovije je bio Hechingen. Njegov grb je bio bio od iste vladajuće dinastije. 
Prema srednjovjekonom kroničaru Bertholdu od Reichenaua, plemić Burkhard, grof od Zollerna (de Zolorin) je rođen prije 1025., a umro je 1061. Po njegovom imenu, moguća je veza s alemanskom dinastijom Burkhardincima , iako to nije dokazano. Zollerni su dobili gofovski naslov od cara Henrika V. Godine 1111. Kao vjerni podanici   švapske Hohenstaufen dinastije, bili su u mogućnosti značajno povećati svoj teritorij. Grof Fridrik III (oko 1139 - c. 1200) udružio se s carem Fridrikom I. Barbrarossom rotiv Henrika lava u 1180 i kroz njegov brak postigao nadležnost nad grofovijom Nürnberg, iz ruke car Henrika VI. Hohenstaufena godine 1191. Godine 1218. grofovija je došla u posjed Fridrikovog mlađeg sina Konrada ,  te je on time postao predak Frankonske grane Hohenzollerna , koja je 1415. stekla izbornu kneževinu Brandenburg. 
Pogođeni gospodarskim i unutarnjim feudalnim problemima, grofovi Hohenzollern od 14. stoljeća nadalje se nalaze pod pritiskom svojih moćnih susjeda, grofova od Württemberg i švapskog saveza gradova, čiji vojnici opsjedaju i godine 1423. naposljetku i uništavaju dvorac Hohenzollern. Ipak Hohenzollerni su zadržali svoje posjede, uz potporu svojih Brandenbuških rođaka i vladajuće dinastije Habsburg. Godine 1534, grof Karlo I. Hohenzollern (1512-1576) dobiva grofovije Sigmaringen i Veringen kao svoj feud. 
Godine 1576, nakon smrti Karla I., grofovija Hohenzollern je podijeljena izmeđi njegova tri sina:
- Eitel Fridrik IV od Hohenzollern-Hechingen (1545–1605)
- Karlo II od Hohenzollern-Sigmaringena (1547–1606)
- Christoph od Hohenzollern-Haigerlocha (1552–1592)

Na ovaj način su osnovane grofovije Hohenzollern-Hechingen, Hohenzollern-Sigmaringen i Hohenzollern-Haigerloch. Haigerloch je pao pod Sigmaringen godine 1767; Hechingen i Sigmaringen su se ponovno ujedinili tek kad su 1849/1850 predani u posjed Pruske, u obliku provincije Hohenzollern.

## Grofovi

### Zollern
- Burkhard I. (umro 1061.)
- Fridrik I. ( umro prije 1125.)
- Fridrik II. ( umro oko 1142.)
- Fridrik III. (o. 1171. – o. 1200.),  također i grof od Nurnberga  ( Kao Fridrik I. ) od 1191.

### Hohenzollern
- Fridrik IV. (1204. – 1251./1255.), također i grof od Nurnberga  (kao Fridrik II.) do 1218.
- Fridrik V. (1251./1255. – 1289.)
- Fridrik VI. (1289. – 1298.)
- Fridrik VII. (1298. – 1309.)
- Fridrik VIII. (1309. – 1333.)
- Fridrik IX. (1333. – 1377.)
- Fridrik XI. (1377. – 1401.)
- Fridrik XII. (1401. – 1426.)
- Eitel Fridrik I. (1426. – 1439.)
- Jobst Nikola I. (1439. – 1488.)
- Eitel Fridrik II. (1488. – 1512.)
- Eitel Fridrik III. (1512. – 1525.)
- Karlo I. (1525. – 1575.)